# 푸에르타 델 앙헬역
푸에르타 델 앙헬 역(스페인어: Puerta del Ángel)은 마드리드 지하철 6호선의 역이다. 마드리드 라티나 구의 엑스트레마두라 거리 지하에 위치해 있다. 요금구역상으로는 A구역에 속한다.

## 역사
1995년 5월 10일 6호선의 라구나 역-시우다드 우니베르시타리아 역 구간 개통과 함께 문을 열었다.
2006년 4월 10일, 푸에르타 델 앙헬 역에서 열차간의 충돌 사고가 발생하였다. 이 사고로 2명이 숨지고 2명이 다쳤다.
2015년 7월 4일부터는 이 역에서부터 오포르토 역까지의 구간이 시설개선 공사에 들어가면서 임시 시종착역이 되었다. 공사 마감기한은 9월 중순으로 전망되었으며, 그 사이 기간 동안에는 마드리드 지하철공사에서 특별 버스 노선을 편성해 운행하였다. 공사는 2015년 9월 13일에 마무리됐다.

## 환승 정보
역 주변에 버스 정류장이 네 곳 있다. 이곳으로 주간, 야간 시내버스와 시외버스 노선이 다닌다.
버스
- 시내버스
  - 31, 33, 36, 39, 65, 138, SE728번 노선 (주간)
  - N18, N19번 노선
- 시외버스
  - 500번 노선

지하철
| 마드리드 지하철      | 마드리드 지하철       | 마드리드 지하철               |
| -------------------- | --------------------- | ----------------------------- |
| 프린시페 피오 순환선 | 마드리드 지하철 6호선 | 알토 데 엑스트레마두라 순환선 |